# Portatore (mestiere)

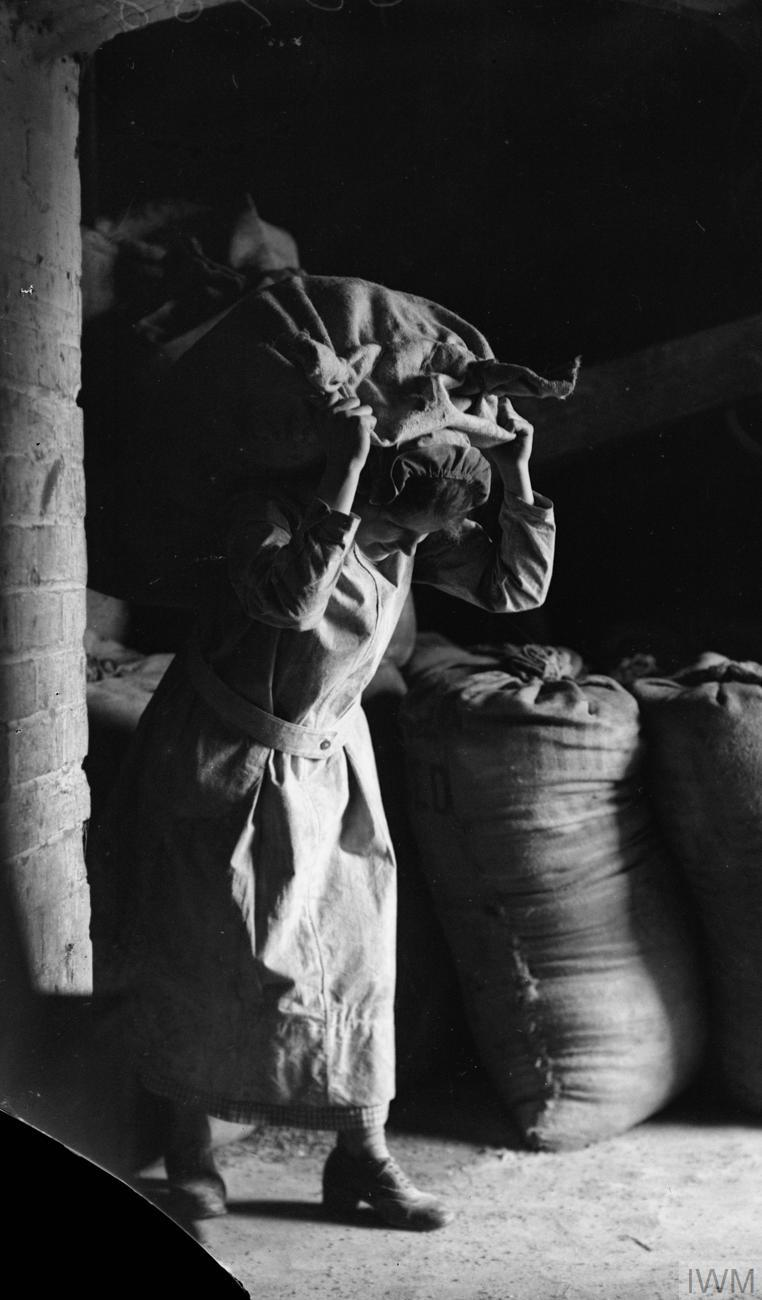
Portatrice di sacchi di farina durante la prima guerra mondiale.

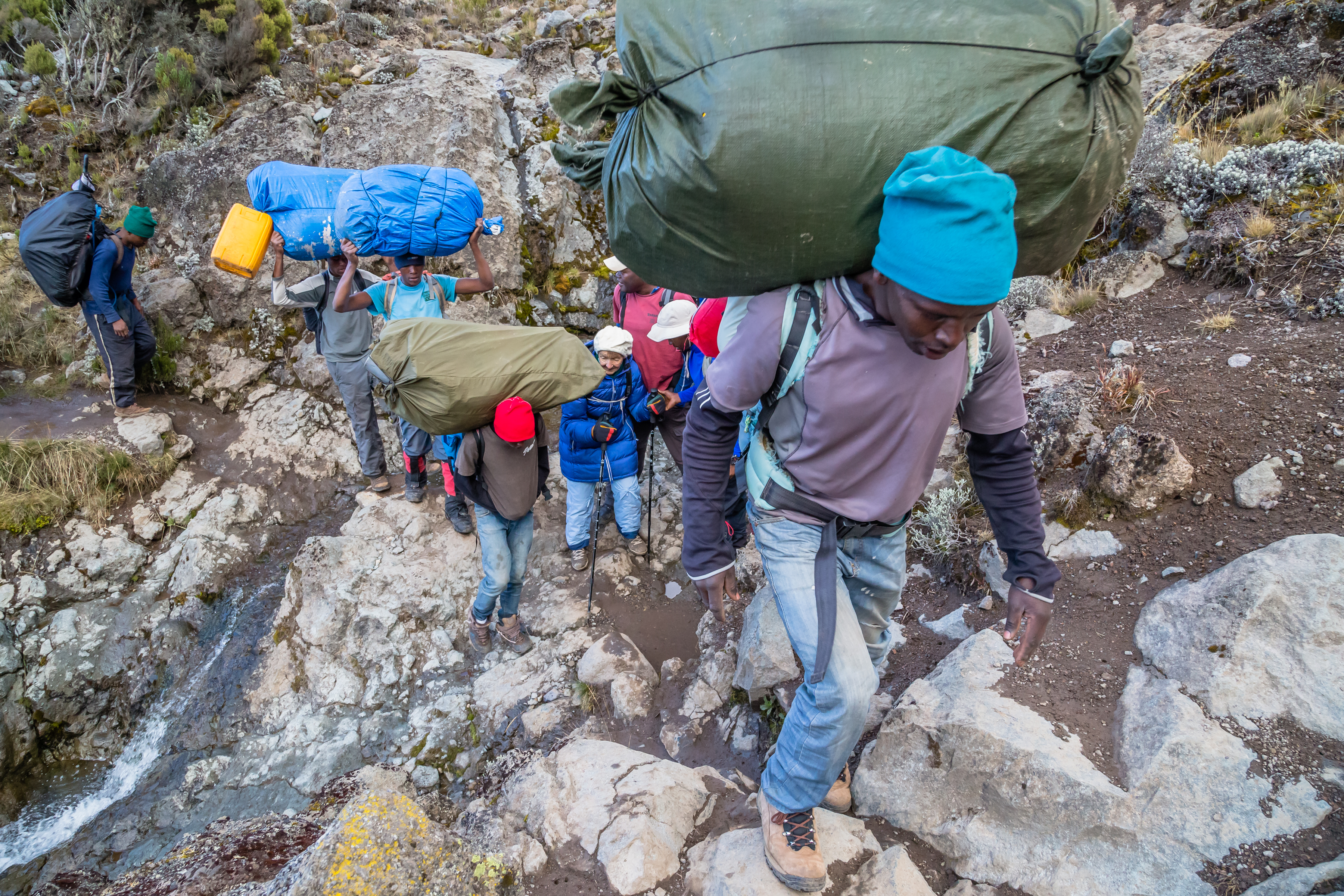
Portatori sul Kilimangiaro.

Il portatore è colui che per mestiere porta fardelli. 
Un tempo, in Occidente, era comune la figura del portatore o della portatrice che portava al mercato le mercanzie da vendere o comprare. I vari portatori si specializzavano nel trasporto di carbone, grano o sale. 
I portatori sono ancora presenti in vari paesi. Per esempio, a Melilla, enclave spagnola sulla costa marocchina, è frequente incontrare le cosiddette "donne-mulo", donne marocchine incaricate di trasportare al di là della frontiera varie mercanzie di seconda mano provenienti dall'Europa. Questa pratica è dovuta al basso costo della manodopera e a una faglia nella legge che permette così di evadere il costo del dazio doganale dovuto per altri mezzi di trasporto.